# Jean Petitot (pintor)
Jean Petitot (12 de julho de 1607 – 3 de abril de 1691) foi um pintor suíço, que passou a maior parte de sua carreira trabalhando para as cortes da França e da Inglaterra.

## Biografia
Petitot nasceu em Genebra, membro de uma família borgonhesa que havia fugido da França por causa de conflitos religiosos. Seu pai, Faule, era um escultor de madeira e arquiteto, que obteve a cidadania da República de Genebra em 1615. Ele era o quarto filho, e foi aprendiz de um joalheiro ourives chamado Pierre Bordier, com quem iniciou um relacionamento próximo. Os dois amigos, insatisfeitos com a trajetória em Genebra, foram para a França e, depois de trabalhar por um tempo com Toutin, foram para a Inglaterra com cartas de apresentação para Théodore de Mayerne, médico de Charles I, que os apresentou ao rei, para quem fizeram um São Jorge para o distintivo da ordem e realizaram muitas encomendas de retratos.
Das obras de Petitot, a maior coleção está no Jones Bequest no Victoria and Albert Museum. Há muitos no Louvre, dezesseis em Chantilly e dezessete em Windsor. Casou-se em 1651 com Marguerite Cuper e teve dezessete filhos, dentre eles o também pintor Jean-Louis Petitot.